# Wydział Nauk Społecznych Uniwersytetu im. Adama Mickiewicza w Poznaniu

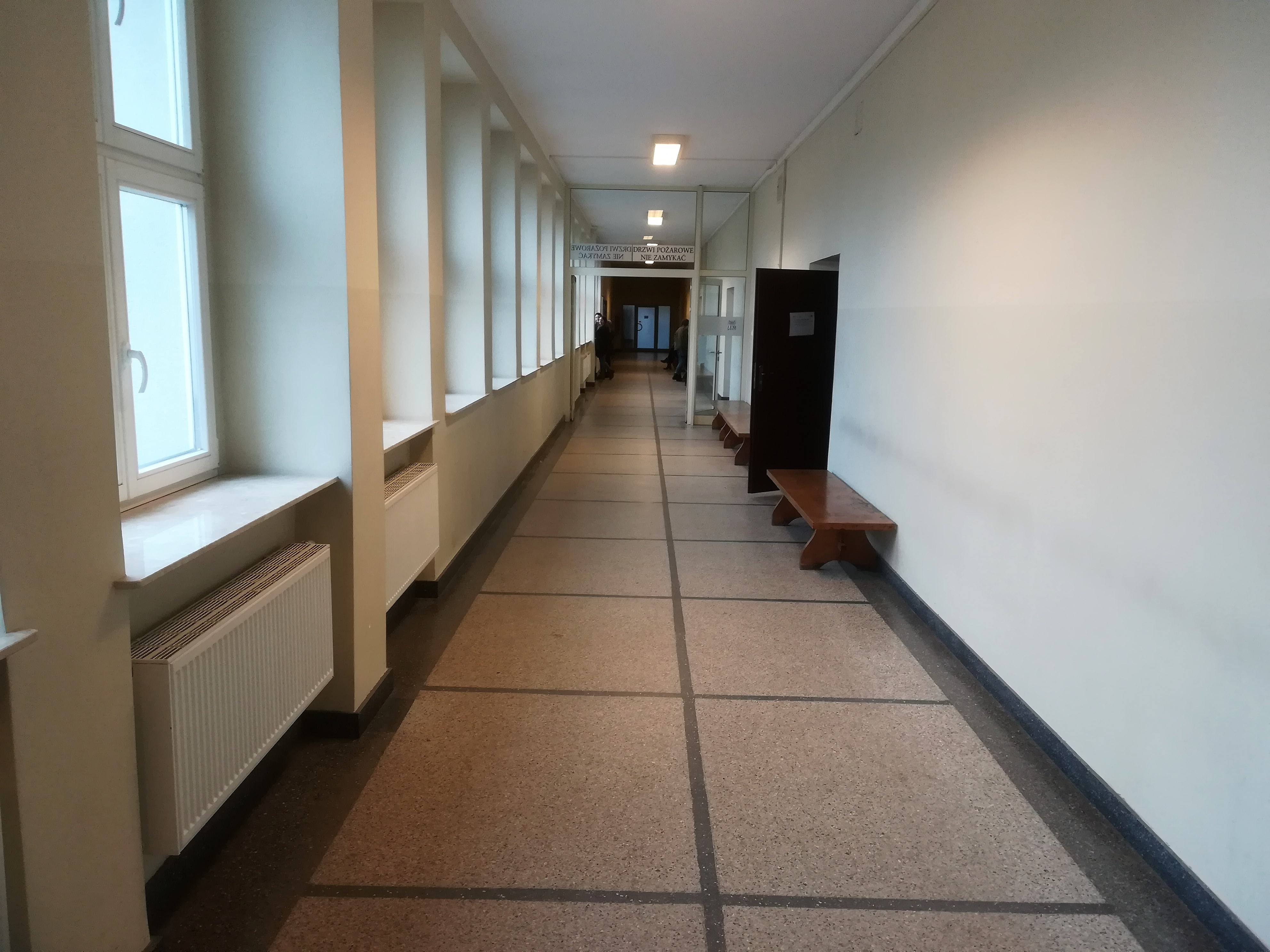
Korytarz w budynku Wydziału na ul. Szamarzewskiego

Wydział Nauk Społecznych Uniwersytetu im. Adama Mickiewicza w Poznaniu (WNS UAM) – isteniejący w latach 1975-2019 wydział Uniwersytetu im. Adama Mickiewicza w Poznaniu kształcący studentów w sześciu kierunkach zaliczanych do nauk społecznych, na studiach stacjonarnych oraz niestacjonarnych. Mieścił się on w budynkach przy ul. Szamarzewskiego 89a-c na Ogrodach.
Wydział powstał na mocy decyzji rektora UAM w roku 1975. W ramach Wydziału funkcjonowały 4 instytuty: Instytut Filozofii, Instytut Socjologii, Instytut Psychologii oraz Instytut Kulturoznawstwa. W 2008 roku z wydziału wyłączył się Instytut Nauk Politycznych i Dziennikarstwa, tworząc oddzielną jednostkę - Wydział Nauk Politycznych i Dziennikarstwa.
W roku akademickim 2010/2011 na wydziale kształciło się 5 120 studentów, co dawało mu trzecie miejsce wśród wydziałów uczelni.
Wydział prowadził studia na następujących kierunkach:
1. Filozofia
2. Kulturoznawstwo
3. Socjologia
4. Psychologia
5. Kognitywistyka
6. Praca socjalna

Wydział prowadził również studia doktoranckie: Wydziałowe Studium Doktoranckie oraz Studium Doktoranckie Instytutu Filozofii.
W ramach Wydziału prowadzone były także studia podyplomowe na 16 różnych kierunkach.
1 października 2019, zarządzeniem Rektora UAM, Wydział został zlikwidowany na skutek reorganizacji struktur uniwersyteckich.

## Poczet dziekanów
źródło
1. prof. zw. dr hab. Seweryn Dziamski (1975-1981)
2. dr hab. Jerzy Brzeziński (1981-1985)
3. prof. dr hab. Wacław Strykowski (1985-1987)
4. prof. dr hab. Jerzy Kujawiński (1987-1990)
5. prof. dr hab. Jerzy Brzeziński (1990-1996)
6. dr hab. Anna Michalska (1996-1999)
7. dr hab. Janusz Wiśniewski (1999-2002)
8. dr hab. Jan Grad (2002-2008)
9. prof. dr hab. Zbigniew Drozdowicz (2008-2016)
10. dr hab. Jacek Sójka (2016-2019)

## Władze Wydziału
W kadencji 2016/2019:
| Stanowisko | Imię i nazwisko                 |
| ---------- | ------------------------------- |
| Dziekan    | dr hab. Jacek Sójka             |
| Prodziekan | dr hab. Monika Oliwa-Ciesielska |
| Prodziekan | dr Marcin Poprawski             |
| Prodziekan | dr Mariusz Szynkiewicz          |

## Struktura organizacyjna

### Instytut Filozofii
Dyrektor: prof. dr hab. Roman Kubicki
- Zakład Antropologii Filozoficznej
- Zakład Dydaktyki Filozofii i Nauk Społecznych
- Zakład Epistemologii i Kognitywistyki
- Zakład Estetyki
- Zakład Etyki
- Zakład Filozofii Kultury
- Zakład Filozofii Nauki
- Zakład Filozofii Społecznej i Politycznej
- Zakład Filozofii Techniki i Rozwoju Cywilizacji
- Zakład Historii Filozofii Nowożytnej i Współczesnej
- Zakład Logiki i Metodologii Nauk
- Zakład Teorii i Filozofii Komunikacji
- Pracownia Badań nad Filozofią Antyczną i Bizantyjską

### Instytut Kulturoznawstwa
Dyrektor: dr hab. Marianna Michałowska
- Zakład Badań nad Kulturą Artystyczną
- Zakład Badań nad Kulturą Filmową i Audiowizualną
- Zakład Badań nad Uczestnictwem w Kulturze
- Zakład Etyki Gospodarczej
- Zakład Hermeneutyki Kultury
- Zakład Historii i Metodologii Nauk o Kulturze
- Zakład Kulturowych Studiów Miejskich
- Zakład Performatyki
- Zakład Semiotyki Kultury

### Instytut Psychologii
Dyrektor: dr hab. Mariusz Urbański
- Zakład Psychologii i Kognitywistyki
- Zakład Podstaw Badań Psychologicznych
- Zakład Psychologii Ogólnej i Psychodiagnostyki
- Zakład Psychologii Osobowości
- Zakład Psychologii Pracy i Organizacji
- Zakład Psychologii Rozwoju Człowieka i Badań nad Rodziną
- Zakład Psychologii Socjalizacji i Wspomagania Rozwoju
- Zakład Psychologii Społecznej
- Zakład Psychologii Zdrowia i Psychologii Klinicznej
- Zakład Seksuologii Społecznej i Klinicznej
- Laboratorium Badania Działań i Poznania

### Instytut Socjologii
Dyrektor: dr hab. Aldona Żurek
- Zakład Badań Kultury Wizualnej i Materialnej
- Zakład Badań Problemów Społecznych i Pracy Socjalnej
- Zakład Badań Społeczności Lokalnych i Regionalnych
- Zakład Metod i Technik Badań Socjologicznych
- Zakład Socjologii Kultury i Cywilizacji Współczesnej
- Zakład Socjologii Narodu i Stosunków Etnicznych
- Zakład Socjologii Rodziny
- Zakład Socjologii Zmiany Społecznej
- Zakład Socjologii Zróżnicowania Społecznego
- Zakład Socjologii Życia Codziennego
- Pracownia Socjologii Miasta

### Katedra Religioznawstwa i Badań Porównawczych
Kierownik: prof. dr hab. Zbigniew Drozdowicz